# Gloriosa modesta
Gloriosa modesta  (лат.) — вид цветковых растений рода Глориоза (лат. Gloriosa). Ранее рассматривался в составе рода Литтония (лат. Littonia).

## Ботаническое описание
Клубневая лиана с длинным стеблем и усиками на концах листьев. Высота растения — от 1 до 2 метров. Листья мутовчатые или очередные, яйцевидно-ланцетные, до 15 см длиной, с цепляющимися усиками на концах. Цветки поникающие колокольчатые, одиночные, оранжевые, до 5 см длиной, появляются летом в пазухах листьев. Переносит минимальную температуру 12 °C.

## Распространение
Родина: Лимпопо, Мпумаланга, Квазулу-Натал, Южно-Африканская Республика.

## Хозяйственное значение и применение
Растение используется в комнатном цветоводстве в качестве декоративного.

## Синонимика
- Littonia keitii Leichtlin
- Littonia modesta Hook.[1]